# Tiraspol
Tiraspol (moldau: Tiraspol, rus: Тирáсполь, ucraïnès: Тирáспіль) és una ciutat del sud-est d'Europa. És a l'est del riu Dnièster. És la segona ciutat més gran per nombre d'habitants, localitzada dins de les fronteres oficials de Moldàvia (després de Chișinău), i la més gran de Transnístria.
Fou fundada en 1792 per una comanda especial d'Aleksandr Suvórov, mentre que en 1795 tingué l'estatut de ciutat. Del 1929 al 1940 Tiraspol fou capital de la RASS de Moldàvia (dins de la RSSU), mentre que des del 2 de setembre de 1990 i fins al dia d'avui és la capital de la no reconeguda República Moldava de Transnístria.
Tiraspol, que és a 90 km de l'estuari del Dnièster, es troba a uns 105 km d'Odessa i a uns 75 km de Chișinău, ciutat amb la qual hi ha connexions per carretera i per tren. Segons el servei estatal d'estadística de la RMP la població de la ciutat en 2012 era de 134.800 persones. El territori de la ciutat és de 5.556 hectàrees; dintre de Tiraspol també hi ha la ciutat de Dniestrovsk (1481 ha) i el poble de Krementxuk (2.298 ha).
Tiraspol és un centre polític, científic, econòmic i cultural important de Transnístria. Dins de la ciutat es troben totes les estructures de govern de la RMT, així com hi ha molts centres educatius de grau mitjà i superior. La indústria de Tiraspol està molt desenvolupada, igual que la tecnologia energètica, el comerç i el sector de serveis. La capital de la RMT és una de les ciutats de Transnístria més visitada pels turistes i té considerables potencials de valors culturals i històrics: a la ciutat s'han conservat parcialment la fortalesa mitjana i els monuments d'arquitectura dels segles XIX-XX. La ciutat té cinc museus, el teatre estatal de drama i comèdia, sis clubs i el centre cultural estatal «Palau de la República».

## Població
L'any 1989 la ciutat tenia una població d'uns 190.000 habitants, que el 1992 havia augmentat fins a 203.000. Segons aquest cens, el 41% de la població era d'origen rus, el 32% ucraïnesos i el 18% eren moldaus.
Com a resultat de la política i la situació econòmica que va generar la proclamació d'independència de Transnístria (mai reconeguda per cap país), així com la important emigració de jueus durant la dècada de 1990, la població va caure fins als 158.069 habitants del cens de 2004.

## Cultura
L'estàtua d'Alexander Suvorov va ser erigida a la plaça central el 1979 en commemoració del seu 250 aniversari. Davant l'edifici de Govern de Transnístria hi ha una estàtua de Vladimir Lenin. A la banda oposada de la plaça central, una plaça de monuments presenta un tanc soviètic T-34, que commemora la victòria soviètica en la Segona Guerra Mundial, una flama eterna als que van caure defensant la ciutat en 1941 i alliberant el 1944, així com diversos monuments dedicats a conflictes més recents, com la guerra afganosoviètica i la guerra de Transnístria.

## Esports
En Tiraspol es practica una gran varietat d'esports i els equips juguen a Transnístria, així com en campionats de Moldàvia i Ucraïna.
Tiraspol és la seu del club més exitós de la història del futbol moldau, el Sheriff Tiraspol. També hi ha un altre club de futbol, el FC Tiraspol, que juga en la divisió nacional moldava i que també s'enfronta al FC Sheriff. El club més antic de Moldàvia, fundat el 1938, és el Tiligul, però va deixar d'existir el 2009 per falta de fons.
La ciutat també compta amb un club de boxa i lluita, que entrena els joves en lluita grecoromana, kickboxing, judo i boxa.
El complex esportiu de la pista de gel "Snejinka" es va inaugurar el 2008. Aquí s'entrena l'equip d'hoquei Platina i se celebren els partits de la lliga juvenil d'hoquei.
També hi ha diversos clubs de nàutica, tir, gimnàstica i acrobàcia. En el club de rem s'entrenen grans campions, com la campiona olímpica de rem (1980) Elena Khloptseva, del club Tiraspol, així com els campions olímpics de Londres 2012, Alexander Diatchenko (piragüisme) i Yuri Postrigai (piragüisme), els primers a la història d'aquesta disciplina per Rússia.

## Relacions internacionals

### Ciutats agermanades
- Bălți, Moldàvia[4]
- Komrat, Moldàvia[4]
- Trondheim, Noruega (2000)[5][6]
- Volgograd, Rússia[7]
- Kaluga, Rússia[7]
- Kursk, Rússia[7]
- Obninsk, Rússia[7]
- Severodvinsk, Rússia[7]
- Novosibirsk, Rússia[7]
- Mikolaiv, Ucraïna[8]
- Kherson, Ucraïna[8]
- Txerkassi, Ucraïna[8]
- Ternopil, Ucraïna[8]
- Ashdod, Israel[9]
- Leninsky District, Minsk, Belarus[10]
- Sukhumi, Abkhazia, Geòrgia[11]
- Tskhinvali, Ossètia del Sud, Geòrgia[12]
- Eilenburg, Alemanya[13]
- Santarém, Portugal[14]